# آنتی سوشل سوشل کلاب
آنتی سوشل سوشل کلاب (انگلیسی: Anti Social Social Club) شرکت پوشاک آمریکایی است، که در سال ۲۰۱۵ تأسیس شد.